# Zonta International
Zonta International (en español Zonta internacional) es una organización de servicio internacional con la misión de «construir un mundo mejor para las mujeres y las niñas, en apoyo del Objetivo de Desarrollo Sostenible 5».

## Historia
El primer Club Zonta fue fundado en Búfalo, Nueva York, Estados Unidos, en 1919 por un grupo de mujeres empresarias bajo el liderazgo de Marian de Forest. Se organizó siguiendo los modelos del Rotary Club, con una mujer de cada clasificación empresarial admitida en el club local y todos los miembros debían dedicar el 60% de su tiempo al "trabajo en el que están clasificados". La membresía en Zonta Internacional era un proceso, tenía regulaciones de membresía estrictas y se consideraba un privilegio. Para ser miembro de Zonta Internacional, uno debe haber sido una mujer de alto prestigio en su campo profesional. En 1923 se habían establecido clubes en la ciudad de Nueva York, Washington D. C., Detroit, Cleveland y Toledo, Ohio. La Presidenta Nacional fue la Señorita Harriet A. Ackroyd de Utica, Nueva York. En 1926, la aviadora Amelia Earhart se convirtió en miembro del capítulo de Boston. Posteriormente Amelia Earhart se trasladó al capítulo Zonta de la ciudad de Nueva York. Su hermana, Muriel Morrissey, también era miembro de Zonta.
La Confederación de Clubes Zonta se formó en 1930 y se expandió internacionalmente, cambiando el nombre a Zonta Internacional, con la fundación del club de Viena en 1930.. A la fecha mayo de 2025, Zonta International y la Fundación Zonta para Mujeres tienen su sede en Oak Brook, Illinois. Líderes notables de Zonta International han servido en puestos importantes en la ONU. La miembro Helvi Sipila de Finlandia se desempeñó como Presidenta Internacional de Zonta antes de su servicio como Secretaria General Adjunta de la ONU, y la miembro de Zonta Leticia Ramos Shahani de Filipinas también se desempeñó como Secretaria General Adjunta de la ONU.
Zonta International hoy: La organización tiene más de 29.000 miembros en 62 países. Zonta International tiene estatus consultivo ante el Consejo de Europa, las Naciones Unidas (ONU), la OIT y varias agencias de la ONU.
El nombre de la organización deriva del lakota zónta, que significa "honesto" o "confiable".

## Trabajando como ONG para construir un mundo mejor para mujeres y niñas
Zonta Internacional obtuvo el estatus consultivo general en la ONU en 1969. Como ONG con estatus consultivo general, Zonta International está invitada a participar en la Comisión sobre la Condición Jurídica y Social de la Mujer (CSW) anual en Nueva York, y a asociarse para ayudar a alcanzar el ODS 5. Zonta International está acreditada como ONG en la oficina de la ONU en Ginebra. Simone Ovart, miembro de Zonta, se desempeñó como presidenta de la ONG CSW Ginebra entre 2015 y 2018, y desempeñó muchas funciones en eventos de ONG de la ONU en Ginebra. Zonta International organiza y colabora en la CSW para patrocinar eventos y eventos paralelos que destacan temas relevantes, entre ellos, junto con UNICEF USA, dos eventos paralelos a la CSW 2019 organizados, Achieving Sustainable Impact: Gender Equity Through Social Protections Is Imperative y Making It Stick: Sustainable Impact for Girls Through Innovation, Social Protection and Capacity-Building, respectivamente.
Zonta International se unió a la campaña mundial por los Derechos de las Mujeres en 1993, apoyando la petición Después de Viena y hasta Beijing.

## Proyectos de servicio internacional
Durante el último siglo, Zonta ha contribuido con más de 45,9 millones de dólares para empoderar a mujeres y niñas y ampliar su acceso a la educación, la atención médica, las oportunidades económicas y condiciones de vida seguras. El ciclo de subvenciones 2020-2022 proporcionará US$5.280.000 para programas que aborden las causas fundamentales de la discriminación de género y tengan el potencial de generar cambios sociales positivos y sostenibles. A través de su asociación de larga data con UNICEF, Zonta International y la Fundación Zonta para la Mujer han estado apoyando a UNICEF para mejorar la condición de las mujeres y las niñas en todo el mundo a través de servicios de educación, salud y protección. Desde su creación, Zonta International ha proporcionado más de 13 millones de dólares a UNICEF para empoderar a mujeres y niñas y ampliar su acceso a la educación, la atención de la salud, las oportunidades económicas y condiciones de vida seguras.

## Áreas de enfoque de Zonta International

### Poner fin al matrimonio infantil
Zonta Internacional inició un compromiso de trabajar a través de sus sucursales en todo el mundo para poner fin al matrimonio infantil. Ha sido un partidario comprometido del Programa Mundial UNFPA-UNICEF para Erradicar el Matrimonio Infantil. Zonta USA y UNICEF USA tienen un programa de Servicio Público, Stopchildmarriages.org para educar a los ciudadanos de EE. UU. sobre la prevalencia del matrimonio infantil, en colaboración con la organización sin fines de lucro Unchained at Last. Además, Zonta USA forma parte del comité directivo de la National Coalition to End Child Marriage in the United States (Coalición Nacional para Poner Fin al Matrimonio Infantil en los Estados Unidos.).

### Zonta dice NO - Poner fin a la violencia contra las mujeres
Desde 2012, Zonta ha ampliado su campaña internacional, Zonta Says NO Zonta Dice NO, una campaña internacional para crear conciencia y aumentar las acciones para poner fin a la violencia contra las mujeres y las niñas en todo el mundo. Esta campaña de firmas presenta acciones para prevenir y poner fin a la violencia contra las mujeres y las niñas en las comunidades de Zonta International en más de 62 países en todo el mundo.
En los últimos cinco años, Zonta ha contribuido con más de 3 millones de dólares a los esfuerzos de ONU Mujeres para poner fin a la violencia contra las mujeres y las niñas en todo el mundo.
En todo el mundo, fundaciones y empresas priorizan los esfuerzos para promover la igualdad de género y los derechos de las mujeres, pues reconocen que esta es la clave del desarrollo. El apoyo de Zonta International en este ámbito es ejemplar, afirmó Lakshmi Puri, Directora Ejecutiva Adjunta de ONU Mujeres. La colaboración de Zonta con ONU Mujeres se debe a su larga y sólida trayectoria en el esfuerzo global para erradicar la violencia contra las mujeres y las niñas. Su apoyo a los programas implementados por ONU Mujeres y el Fondo Fiduciario de las Naciones Unidas para Eliminar la Violencia contra la Mujer ha tenido un enorme impacto en la seguridad de las mujeres y las niñas en muchos países. Zonta International unió fuerzas con ONU Mujeres para erradicar la violencia contra las mujeres a través de sus proyectos Ciudades Seguras.

### Zonta dice ¡AHORA! Acción climática con perspectiva de género
En 2022, Zonta adoptó una acción climática de igualdad de género con un nuevo programa internacional "Zonta Says NOW". Presentado en la convención y dado a conocer al mundo en el evento paralelo CSW67 "Zonta dice AHORA a la igualdad de género y la acción climática", en línea con el enfoque de la ONU de que "la crisis climática es una crisis de derechos humanos" - Antonino Guterres. Empoderamiento de las niñas frente al cambio climático: En 2022, Zonta comenzó a apoyar la iniciativa "Involucrar a las niñas en el cambio climático" en Madagascar.

### Acceso igualitario a la educación
Los programas de alfabetización de Zonta Internacional en la década de 1980 subrayaron su compromiso con la igualdad de acceso a la educación. (para ver el trabajo actual, consulte Programas educativos y premios a continuación)

### Ratificación de la Enmienda de Igualdad de Derechos
Los clubes y miembros de Zonta en los EE. UU. son miembros de la ERA Coalition (Coalición ERA) y continúan abogando por la igualdad constitucional para las mujeres en los EE. UU., incluso después de 100 años.

### Poner fin a la trata de personas
La trata de personas es un abuso de los derechos humanos. La eliminación de la trata de personas es fundamental para que las mujeres puedan alcanzar su máximo potencial y vivir sin temor a la explotación y la violencia. Los clubes Zonta de todo el mundo educan y colaboran en sus comunidades con las fuerzas del orden y los sobrevivientes de la trata de personas.

## Programas y premios educativos
Zonta International, a través de su Fundación: Zonta Foundation for Women (anteriormente Zonta International Foundation), busca brindar oportunidades a las mujeres a través de una serie de programas educativos y premios.

### Beca Amelia Earhart
Establecida en 1938 en honor a la famosa piloto y zontiana Amelia Earhart, la Beca Amelia Earhart se otorga anualmente a mujeres que cursan doctorados en ciencias relacionadas con la industria aeroespacial o ingeniería relacionada con la industria aeroespacial. La beca de US$10.000, otorgada a 35 becarios de todo el mundo cada año, puede utilizarse en cualquier universidad o colegio que ofrezca cursos y títulos de posgrado acreditados en estos campos. Desde su creación, Zonta International ha otorgado 1.473 becas Amelia Earhart a 1.044 mujeres de 70 países de todo el mundo.
Los beneficiarios de la beca Amelia Earhart incluyen:
- Navidad Bakhtian
- Sallie Baliunas
- Tanya Harrison
- Nikhil Koratkar
- Diane Lemaire
- Wendy Okolo

### Beca Jane M. Klausman para Mujeres Empresarias
El programa de (becas Jane M. Klausman para mujeres en los negocios) ayuda a las mujeres a realizar estudios de grado y maestrías en administración de empresas y a superar las barreras de género desde el aula hasta la sala de juntas. Desde el inicio del programa, Zonta ha otorgado 357 becas a mujeres de 47 países.
Los destinatarios incluyen:
Tressa Lacy

### Programa de premios para mujeres jóvenes en asuntos públicos
El Zonta International's Young Women in Public Affairs Award (Premio a Mujeres Jóvenes en Asuntos Públicos de Zonta International) honra a mujeres jóvenes de entre 16 y 19 años con una beca. Los premiados son seleccionados entre los solicitantes que demuestran un compromiso con el liderazgo en políticas públicas, organizaciones gubernamentales y voluntarias, particularmente en favor de las mujeres y las niñas.

### Clubes Z y Golden Z
Establecido en 1948, el programa Z Club y Golden Z Club es uno de los programas más antiguos de Zonta International. Los clubes Z y los clubes Golden Z ayudan a los estudiantes de secundaria, universidad y colegio a desarrollar habilidades de liderazgo, promueven la exploración de carreras y alientan a los miembros a participar en proyectos de servicio comunitarios, escolares e internacionales.

### En inglés
- Página web de Zonta International
- Una guía de los registros del Zonta Club de San Antonio, Colecciones especiales de las Bibliotecas de la Universidad de Texas en San Antonio (Bibliotecas UTSA).
- Registros archivados del Zonta Club del Área de Northampton Archivado en el Smith College, el 7 de junio de 2019
- Esta obra contiene una traducción total derivada de «Zonta International» de Wikipedia en inglés, concretamente de esta versión, publicada por sus editores bajo la Licencia de documentación libre de GNU y la Licencia Creative Commons Atribución-CompartirIgual 4.0 Internacional.